# Durgades mirabilis
Durgades mirabilis är en insektsart som beskrevs av Singh-pruthi 1930. Durgades mirabilis ingår i släktet Durgades och familjen dvärgstritar. Inga underarter finns listade i Catalogue of Life.